# Jules Blancsubé
Jules Blancsubé, né le 11 décembre 1834 à Gap et mort le 1er mars 1888 à Paris est un avocat et homme politique français qui fut député de Cochinchine française de 1881 à sa mort.

## Biographie
Avocat à Marseille, il s'installe à Saïgon en 1864. Conseiller du roi Norodom, il est ensuite nommé maire de Saïgon et président du conseil colonial de Cochinchine.
Premier député élu (par les seuls citoyens français, soit moins de 1 500 électeurs) de cette colonie en 1881, il est réélu en 1885. Intervenant essentiellement sur les questions coloniales, et plus particulièrement sur son territoire, il vote le reste du temps globalement avec les gambettistes de l'Union républicaine.
Il meurt en cours de mandat, le 1er mars 1888 en son domicile dans le 16e arrondissement de Paris

## Sources
- « Jules Blancsubé », dans Adolphe Robert et Gaston Cougny, Dictionnaire des parlementaires français, Edgar Bourloton, 1889-1891 [détail de l’édition]